# 松平清武
松平清武（日语：／ Matsudaira Kiyotake，1663年11月19日—1724年11月1日），日本江戶時代中期大名，上野館林藩藩主。幼名熊之助。他是甲斐甲府藩藩主的德川綱重次男，也是第六代將軍德川家宣之弟。